# Classe 550
Le corvette Fincantieri Tipo 550, sono state delle navi di costruzione e progettazione dell'industria cantieristica italiana di notevole successo, destinate all'esportazione, che possono essere praticamente considerate sia come grosse motocannoniere missilistiche con capacità maggiorate, specie in termini di armi contraerei e antisommergibile, sia come piccole e compatte corvette o mini fregate.
Il loro progetto, che deve il nome al dislocamento previsto di 550 tonnellate, risale al 1975 e prevedeva tre versioni base: standard, multiruolo e di attacco rapido. Successivamente alle versioni base, sono state prodotte alcune classi per clienti internazionali quali Libia, Ecuador, Iraq, Malaysia, via via migliorate e più sofisticate. Queste unità vengono anche spesso indicate come Classe al-Assad o Classe Wadi M'ragh o Esmeraldas dal nome con cui sono state messe in linea dai loro committenti, tuttavia le classi tra loro differiscono nelle loro caratteristiche.

## Caratteristiche
Le unità hanno la compartimentazione interna dello scafo divisa da dieci paratie con la possibilità di avere tre compartimenti allagati contigui. Un sistema ad alette fisse non retrattili consente di ridurre il rollio da 30 a 3 gradi, con beneficio per l'equipaggio e per i sensori di bordo.
La sovrastruttura presenta un torrione piuttosto grande posto anteriormente, seguito da un albero piuttosto alto; il blocco della sovrastrutture si interrompe nelle corvette vendute all'Ecuador, mentre continua con i sistemi antiaerei come nelle corvette costruite per gli iracheni.
Previsto anche un eventuale ponte di volo per elicotteri AB-212 o Lynx

### Propulsione
L'apparato motore presentava diverse configurazioni con differenti propulsioni che avevano una potenza da 13 500 a 18 000 hp, con due o tre motori diesel V8V 22/23 TLS D.E. oppure quattro motori MD20V 538 TB90 D.E. con due, tre o quattro assi, per una velocità massima da 25, 30 e 36 nodi e un'autonomia di 3 100 miglia a 16 nodi per la versione con motore da 13 500 CV con serbatoi per 100 tonnellate di gasolio e 4 di carburante JP-5.

### Armamento
L'armamento base prevedeva diverse configurazioni:
- 2 cannoni Oto Melara da 76mm/62 Compatto; 4 missili antinave Teseo rimovibili per l'elicottero; 2 lanciasiluri tripli.
- 2 cannoni Oto Melara da 76 mm/62 Compatto; 1 cannone da Breda Dardo da 40/70mm; 4 missili antinave Teseo.
- 2 cannoni Oto Melara da 76 mm/62 Compatto; 2 lanciasiluri tripli, 1 mortaio antisommergibile.

Sebbene esse appaiano molto potenti e in effetti lo sono, il peso del loro armamento è paragonabile alle Classe Combattante III, di 400 tonnellate circa. La differenza è data dallo spazio per apparecchiature elettroniche e carburante aggiuntivo, oltre che per una più confortevole sistemazione per gli equipaggi.
Nel dettaglio, le corvette di questo tipo sono state pensate per sopravvivere in ambienti in cui è elevata la minaccia dei peggiori nemici delle unità navali, ovvero gli attacchi aerei.
Il cannone da 76mm/62 Compatto ha 85 colpi pronti al tiro, sufficienti per un minuto di fuoco alla massima cadenza di tiro, mentre la dotazione di proiettili comprende anche altre 200-300 munizioni complessive.
Il CIWS Dardo per la difesa antiaerea di punto è del modello "B", come tale si tratta del più pesante con oltre 750 colpi pronti al tiro e non i 444, che costituivano la riserva comunque già notevole (40 secondi circa di fuoco) del modello 'A', più leggero (6,5 t) a pieno carico di circa 1 tonnellata. Il modello 'B' ha un'autonomia di oltre un minuto alla massima cadenza di tiro di 600 colpi al minuto, con munizioni dotate di spoletta di prossimità capaci di raggiungere un raggio di 4 km nella lotta antiaerea e 12 km sull'orizzonte.
Con l'evoluzione che queste unità hanno avuto, sono stati installati anche missili SAM Aspide installati in un lanciatore Albatros da otto colpi.

### Elettronica
Le navi sono equipaggiate con un sistema piuttosto completo, compatibilmente con il loro dislocamento, per la lotta antiaerea, che verte principalmente sul radar RAN-12S per la scoperta combinata aerea e in superficie, con una capacità di localizzazione contro aerei a quote medio-basse e obiettivi navali, sistemato sull'albero principale, dietro la plancia. Le unità sono equipaggiate anche di un radar di navigazione e scoperta navale, mentre due radar di controllo del tiro sono presenti a prua e a poppa. I loro compiti consistono nel controllo di tre armi: il cannone Compatto a prua, il lanciamissili Aspide a mezza nave e il CIWS Breda Dardo a poppa. I radar sono gli RTN-10X, abbinati a centrali di tiro NA-21.

## Sviluppo
Inizialmente, le unità libiche denominate classe Wadi M'ragh e poi classe al-Asad avevano un dislocamento di 550 tonnellate ed erano dotate di quattro missili OTOMAT, un cannone da 76 Compatto, sei siluri ASW e una torre binata Oerlikon-OTO da 35/90mm antiaerea a poppa.
Successivamente, le Esmeraldas ecuadoriane hanno visto un aumento del dislocamento a 650 tonnellate, e hanno ottenuto in tal modo un lanciamissili Aspide a quattro celle, sei missili MM.40 Exocet a centro nave e un sistema CIWS Dardo al posto del sistema precedente. Fu un miglioramento sensibile, grazie a una riserva di munizioni di circa 760 colpi invece di 224 e all'adozione di spolette di prossimità per i colpi a seguito. Vi era anche una piattaforma per un elicottero leggero, sistemata letteralmente sopra la bassa sovrastruttura poppiera, tra l'Aspide e il CIWS Dardo, con a lato i lanciasiluri leggeri, caratteristiche che ne facevano delle unità multiruolo. Nelle Esmeraldas i Teseo sono stati sostituiti con i missili francesi Exocet MM.40 in quanto gli Exocet, in presenza della piattaforma per gli elicotteri, avevano una compattezza sufficiente per essere sistemate al centro della nave.
Le unità irachene hanno avuto vari miglioramenti tra cui un terzo canale di tiro per le armi contraeree, due centrali di tiro con altrettanti radar, mentre le Esmeraldas originarie ne avevano solo una, e un dislocamento di circa 700 tonnellate con due unità dotate di piattaforma per elicottero con hangar telescopico; i missili Aspide erano supportati da altri otto ricaricabili, ma con un'operazione da effettuarsi manualmente, cosa non agevole alla sommità della sovrastruttura in cui il sistema si erge. Le navi irachene, ordinate in sei esemplari, tuttavia non sono mai partite alla volta del Golfo Persico a causa dell'embargo dovuto alla guerra Iran-Iraq e alla prima guerra del Golfo. Le quattro unità prive di piattaforma per elicottero sono state poi acquistate dalla Malaysia e sono equipaggiate con sei OTOMAT di maggiore gittata, che prendono tutta la poppa costringendo a spostare il CIWS a centro nave, appena dietro al lanciamissili Albatros per gli Aspide.

## Unità

### Libia

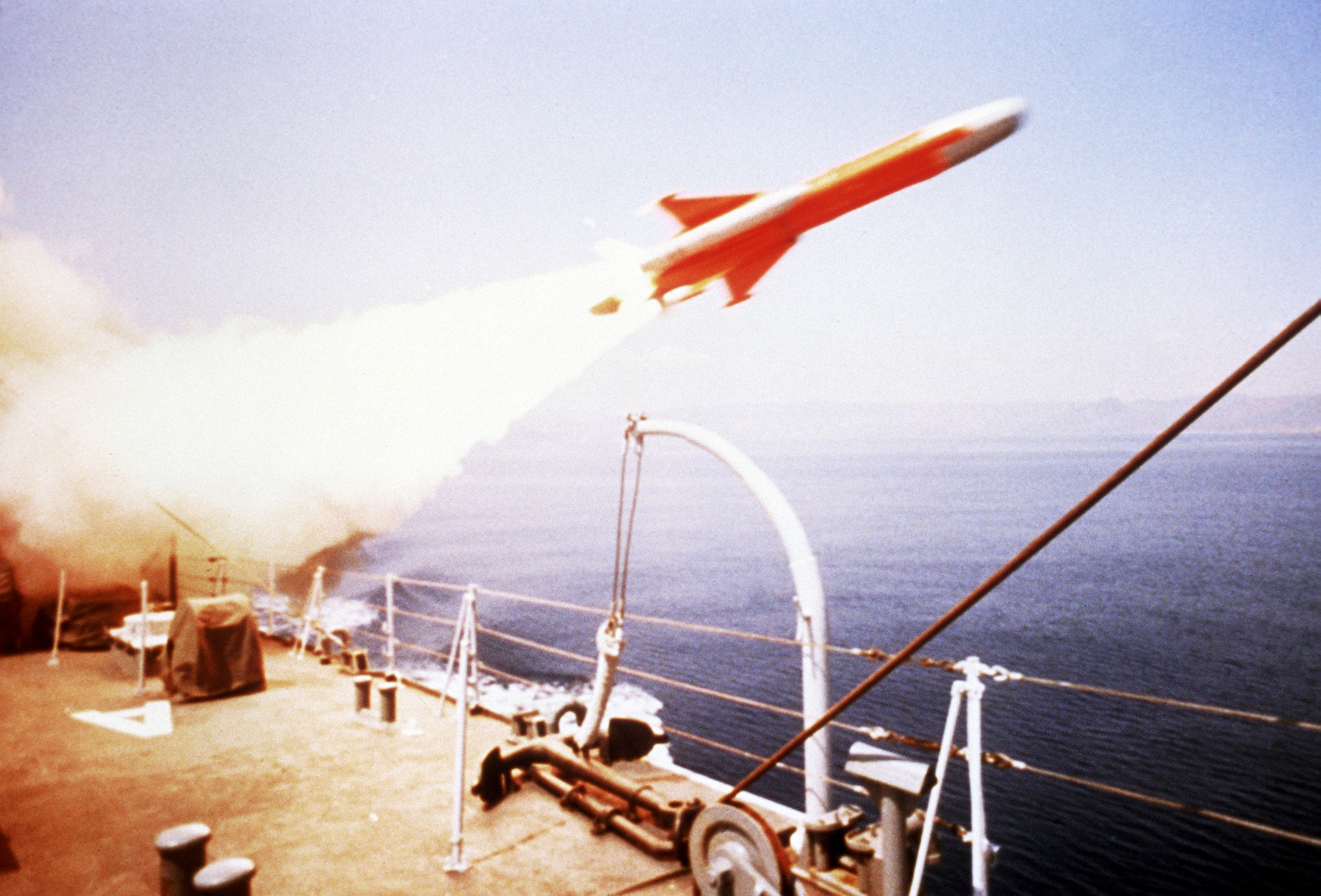
Lancio di un missile Otomat da una corvetta libica della classe Al Assad.

#### Classe Al-Assad
La Libia fu il primo committente di queste unità che entrate in servizio nella Marina libica alla fine degli anni settanta sono state abbandonate agli inizi degli anni novanta a causa delle loro cattive condizioni generali dovute alla mancanza di manutenzione.
| Classe Al-Assad  | Classe Al-Assad     | Classe Al-Assad      |
| Nome             | Entrata in servizio | Situazione attuale   |
| ---------------- | ------------------- | -------------------- |
| Assad al-Tadjier | 29 settembre 1977   | abbandonata dal 1993 |
| Assad al-Thugur  | 20 aprile 1978      | abbandonata dal 1993 |
| Assad al-Hudud   | 21 giugno 1979      | abbandonata dal 1993 |
| Assad al-Khalij  | 14 dicembre 1979    | abbandonata dal 1993 |

### Ecuador

#### Classe Esmeraldas

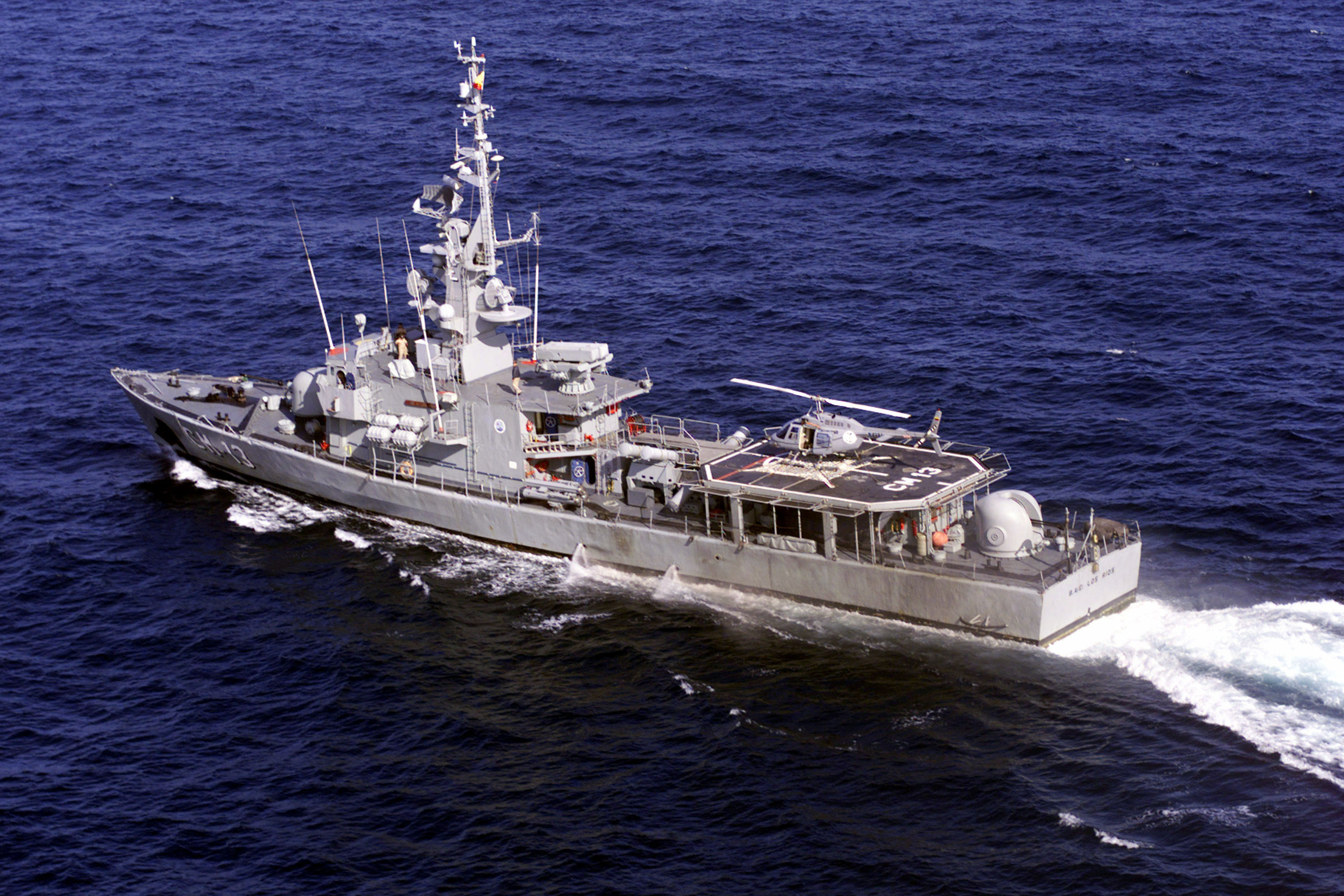
La corvetta Los Ríos.

L'Ecuador fu il secondo committente di queste unità che videro dei miglioramenti rispetto alle unità libiche e oggi sono ancora in servizio attivo nella marina ecuadoriana.
| Classe Esmeraldas | Classe Esmeraldas | Classe Esmeraldas | Classe Esmeraldas | Classe Esmeraldas   | Classe Esmeraldas  |
| matricola         | Nome              | Cantiere          | Varo              | Entrata in servizio | Situazione attuale |
| ----------------- | ----------------- | ----------------- | ----------------- | ------------------- | ------------------ |
| CM 11             | Esmeraldas        | Muggiano          | 5 ottobre 1980    | 7 agosto 1982       | In servizio        |
| CM 12             | Manabí            | Ancona            | 5 febbraio 1981   | 21 giugno 1983      | In servizio        |
| CM 13             | Los Ríos          | Muggiano          | 28 febbraio 1981  | 1º ottobre 1983     | In servizio        |
| CM 14             | El Oro            | Ancona            | 5 febbraio 1981   | 10 dicembre 1983    | In servizio        |
| CM 15             | Los Galápagos     | Muggiano          | 5 luglio 1981     | 26 maggio 1984      | In riserva         |
| CM 16             | Loja              | Ancona            | 27 febbraio 1982  | 26 maggio 1984      | In riserva         |

### Iraq
Agli inizi degli anni ottanta l'Iraq aveva commissionato ai cantieri italiani sei di queste corvette, assieme a quattro fregate tipo Lupo, una nave da rifornimento tipo Stromboli ed un bacino galleggiante.
Tuttavia, solo due corvette (e solo dopo oltre trenta anni) sono entrate in servizio per l'Iraq a causa degli embarghi, dovuti prima alla guerra Iran-Iraq e poi alla prima guerra del Golfo.

La corvetta Musa ibn Nusayr attraversa il canale navigabile di Taranto.

Le sei corvette erano allestite due in versione multiruolo, con piattaforma per elicottero e hangar telescopico, denominate classe Ibn Nusayr, e quattro in versione da attacco rapido, denominate classe Al Walid. Le due corvette multiruolo erano state consegnate nel 1990 dopo che era terminato nel 1988 il conflitto Iran-Iraq e avevano effettuato alcune uscite di prove in mare, mentre le quattro corvette da attacco rapido stavano ultimando il loro allestimento, quando tutto venne bloccato con l'invasione del Kuwait e l'inizio della guerra del Golfo. Anche le due corvette multiruolo già consegnate vennero subito poste sotto sequestro.

Unità in allestimento per l'Iraq a metà degli anni ottanta; in primo piano due corvette tipo al-Asad, dietro due fregate tipo Lupo tra cui con la matricola F-17 la al-Yarmuk che entrerà a far parte della Marina italiana con il nome Bersagliere.

Le Lupo irachene finirono per essere acquistate dalla Marina Militare Italiana nel 1994 che li mise in servizio come pattugliatori di squadra classe Soldati e le quattro corvette d'attacco dalla Malesia nel 1995-97, mentre la Agnadayn, la nave tipo Stromboli, dopo avere effettuato in acque italiane la formazione del personale di bordo tra il 1984 e il 1985, nel 1986 ha attraccato ad Alessandria d'Egitto, dove è rimasta bloccata a causa degli sviluppi del conflitto Iran-Iraq che avevano portato le truppe iraniane a minacciare il porto iracheno di Bassora, base della marina irachena, finendo così per restare internata nel porto egiziano a causa dell'embargo dovuto prima alla guerra Iran-Iraq e successivamente alla guerra del golfo. Nel 1991, il comitato delle Nazioni Unite incaricato di fare eseguire le clausole dell'armistizio che pose fine all'operazione Desert Storm assegnò la custodia della Agnadeen all'Italia che a sua volta per motivi non chiari non l'ha mai rivendicata e pertanto la nave è rimasta nel porto di Alessandria. Nel 2005 in seguito ad un accordo di cooperazione ed assistenza da parte della Marina Militare italiana alla nuova Marina Irachena sembrava che la situazione della Agnadeen avrebbe potuto sbloccarsi, ma dopo 20 anni di immobilità in cui la manutenzione era stata minima, la nave era in condizioni disastrose e non era in grado di navigare e un suo riallestimento sarebbe risultato eccessivamente costoso; inoltre la nuova Marina irachena non necessitava di una nave del genere, non avendo navi capaci di rifornimento laterale.
Invece le due corvette multiruolo, essendo già state consegnate, erano diventate di proprietà della Marina Irachena e lo Stato italiano avrebbe potuto impossessarsene solo con un atto di guerra, per cui le due navi sono state internate e in seguito all'embargo sono rimaste ormeggiate all'Arsenale di La Spezia in una zona denominata "Mandracchio", lo specchio d'acqua più lontano dal mare aperto. In attesa che si risolvesse la questione, esse hanno continuato a battere bandiera irachena e su di esse ha vissuto per anni un ridotto equipaggio iracheno di dodici uomini (un ammiraglio, un ufficiale e dieci sottufficiali), che cambiavano ogni sei-otto mesi.
Dopo la guerra del golfo del 2003 e la caduta di Saddam Hussein sembrava che la situazione potesse sbloccarsi, ma ormai queste navi erano irrimediabilmente degradate, avendo effettuato solamente due uscite di prova in mare prima della consegna avvenuta nel 1986 e non avendo mai avuto alcuna manutenzione; si era anche parlato di trasformarle in pattugliatori per la nuova marina irachena e gli accordi del 2005 di assistenza italiana alla Iraqi Coastal Defense Force sono sfociati nella consegna all'Iraq dopo un successivo riallestimento delle due corvette che restarono ormeggiate a La Spezia e alla costruzione per l'Iraq di quattro pattugliatori di tipo Saettia, in uso nella Guardia Costiera italiana, il primo dei quali, denominato Fateh è stato consegnato il 15 maggio 2009, il secondo, denominato Al Nasir (Vittoria), è stato consegnato il 9 ottobre 2009 e gli ultimi due, denominati Majed (Gloria) e Shmookh (Orgoglio) il 16 dicembre 2009.
L'ambasciata italiana a Baghdad ha facilitato i negoziati per risolvere la disputa di lunga data sulle due corvette, annunciando il 15 maggio 2014 che la Fincantieri e il governo iracheno avevano raggiunto un accordo che apriva la strada alla chiusura della disputa, con la Fincantieri che avrebbe curato il riallestimento di queste due corvette. Il 16 maggio 2014 è stato firmato a Baghdad quello che Fincantieri definisce come "un accordo quadro tra la Fincantieri e il Governo iracheno per chiudere la vertenza relativa alle due corvette per il rifacimento e la messa in servizio delle due imbarcazioni", firmato tra il Direttore navi militari di Fincantieri Alberto Maestrini e il Ministro delle finanze ad interim iracheno Safa'a Al Deen Mohammed al Safi.
Il 22 maggio 2017 le due navi hanno lasciato l'Arsenale di La Spezia e si sono spostate nel porto commerciale, da dove, dopo alcuni adempimenti, sono salpate a bordo della nave bacino norvegese Eide Tarder, e dopo avere attraversato il Mediterraneo e il canale di Suez, il 21 giugno hanno raggiunto la base di Umm Qasr, ma il loro stato operativo è incerto.
| Classe ibn Nusayr | Classe ibn Nusayr                        | Classe ibn Nusayr | Classe ibn Nusayr | Classe ibn Nusayr       | Classe ibn Nusayr  |
| matricola         | Nome                                     | Impostazione      | Consegna          | Entrata in servizio     | Situazione attuale |
| ----------------- | ---------------------------------------- | ----------------- | ----------------- | ----------------------- | ------------------ |
| F 210             | Mūsā ibn Nuṣayr (موسى بن نصير)           | 15 aprile 1982    | 17 settembre 1986 | mai entrata in servizio | Destino incerto    |
| F 212             | Ṭāriq ibn Ziyād al-Laythī (طارق بن زياد) | 8 maggio 1982     | 29 ottobre 1986   | mai entrata in servizio | Destino incerto    |

### Malesia

#### ClasseLaksamana
La Malaysia acquistò per la propria forza navale quattro delle sei corvette costruite inizialmente per gli iracheni, che costituiscono la classe Laksamana. Il contratto per le prime due unità venne siglato nell'ottobre 1995, cui fece seguito un contratto per altre due unità stipulato nel febbraio 1997. Le prime unità sono entrate in servizio nella Tentera Laut DiRaja Malaysianel, la Marina della Malaysia, nel 1997 e le altre due nel 1999.
Unità classe Laksamana inizialmente costruite per l'Iraq
| Tentera Laut DiRaja Malaysia - Kelas Laksamana | Tentera Laut DiRaja Malaysia - Kelas Laksamana | Tentera Laut DiRaja Malaysia - Kelas Laksamana | Tentera Laut DiRaja Malaysia - Kelas Laksamana                   | Tentera Laut DiRaja Malaysia - Kelas Laksamana | Tentera Laut DiRaja Malaysia - Kelas Laksamana | Tentera Laut DiRaja Malaysia - Kelas Laksamana |
| matricola                                      | Nome                                           | Sigla originaria                               | Nome originario                                                  | Cantiere                                       | Varo                                           | Entrata in servizio                            |
| ---------------------------------------------- | ---------------------------------------------- | ---------------------------------------------- | ---------------------------------------------------------------- | ---------------------------------------------- | ---------------------------------------------- | ---------------------------------------------- |
| F 134                                          | Laksamana Hang Nadim                           | F 216                                          | Khālid ibn al-Walīd (خالد بن الوليد)                             | Muggiano                                       | 5 luglio 1983                                  | 28 luglio 1997                                 |
| F 135                                          | Laksamana Tun Abdul Jamil                      | F 218                                          | Saʿd b. Abī Waqqāṣ (ﺳﻌﺪ ﺑﻦ ﺍﺑﻲ ﻭﻗﺎﺹ)                             | Muggiano                                       | 30 dicembre 1983                               | 28 luglio 1997                                 |
| F 136                                          | Laksamana Muhammed Amin                        | F 214                                          | Abd Allāh ibn Saʿd ibn Abī l-Sarḥ (عبد الله بن سعد بن أبي السرح) | Muggiano                                       | 5 luglio 1983                                  | luglio 1999                                    |
| F 137                                          | Laksamana Tun Pusmah                           | F 220                                          | Ṣalāḥ al-Dīn Ayyūb ( صلاح الدين أيوب)                            | Muggiano                                       | 30 marzo 1984                                  | luglio 1999                                    |